# Panolopus
Panolopus — рід веретільницеподібних ящірок родини Diploglossidae. Представники цього роду є ендеміками острова Гаїті. Раніше їх відносили до роду Celestus, однак за результатами філогенетичного дослідження 2021 року, яке показало, що цей рід є парафілітичним, вони були переведений до відновленого роду Panolopus. 

## Види
Рід Panolopus нараховує 3 види:
- Panolopus costatus Cope, 1862
- Panolopus curtissi (Grant, 1951)
- Panolopus marcanoi (Schwartz & Incháustegui, 1976)